# Ezio D'Errico
Ezio D'Errico (Agrigento, 3 luglio 1892 – Roma, 19 aprile 1972) è stato uno scrittore e sceneggiatore italiano.
Nella sua vita è stato anche pittore e drammaturgo. Ha scritto molti romanzi gialli, quasi tutti ambientati in Francia, con protagonista il commissario Emilio Richard. Dopo la guerra è stato direttore delle riviste Il Giallo e Crimen. Nel 2016, nella collana Fogli volanti, Falsopiano ha riproposto la serie di romanzi dedicata al commissario Richard.
Della riscoperta del suo lavoro teatrale si occupa da alcuni anni il critico cinematografico Beniamino Biondi, che lo cita come esempio paradigmatico di rimozione letteraria, soprattutto con riferimento alle opere di Teatro dell'assurdo, tra le esperienze più intense e radicali del '900 italiano.

## Opere
- 1923, Quello che il carabiniere deve sapere, stampato dalla Orazio Fiorenza di Palermo.
- 1933, Liriche + disegni, stampato dalle Edizioni Casa D'Arte della Spezia.
- 1935, Chiaffredo Bergia o Del vivere pericolosamente, stampato da L'Impronta Editore di Torino.
- 1936, Torino guida per gli oziosi e vagabondi stampato da L. Rattero Editore di Torino.
- 1936,	Qualcuno ha bussato alla porta, stampato nella collana Libri Gialli con il numero 152.
- 1937,	Il fatto di via delle Argonne, stampato nella collana Libri Gialli con il numero 163.
- 1937, Parabole 1937, stampato dalla Sperling e Kupfer di Milano.
- 1938,	La famiglia Morel, stampato nella collana Libri Gialli con il numero 192.
- 1938, Mistero dei caratteri, in «Graphicus», 7-9, luglio-settembre 1938
- 1939, da Liberati, stampato dalla Guanda Editore di Modena.
- 1939,	Il trapezio d'argento, stampato nella collana Libri Gialli con il numero 205.
- 1939,	Il quaranta, tre sei, sei, non risponde, stampato nella collana Libri Gialli con il numero 213.
- 1939,	L'uomo dagli occhi malinconici, stampato nella collana Supergiallo con il numero 7.
- 1939,	Plenilunio allo zoo, stampato nella collana Libri Gialli con il numero 220.
- 1940,	La donna che ha visto, stampato nella collana Libri Gialli con il numero 226.
- 1940,	L'affare Jefferson, stampato nella collana Libri Gialli con il numero 233.
- 1940,	Un grido nella nebbia, stampato nella collana Supergiallo con il numero 8.
- 1940,	I superstiti dell'Hirondelle, stampato nella collana Libri Gialli con il numero 239.
- 1940,	Il naso di cartone, stampato nella collana Libri Gialli con il numero 242.
- 1941, La notte del 14 luglio, stampato nella collana Libri Gialli con il numero 258.
- 1941,	Segni particolari nessuno, stampato nella collana Supergiallo con il numero 9.
- 1941,	Scomparsa del Delfino, stampato nella collana Libri Gialli con il numero 263.
- 1941,	La casa inabitabile, stampato nella collana Libri Gialli con il numero 266.
- 1942,	L'ospite inatteso, stampato nella collana I Romanzi Palma con il numero 168 dalla Mondadori.
- 1942, L'uomo e la stella stampato nella collana I Romanzi di D'Errico con il numero 1 dalla Mondadori (Unico edito).
- 1942, Quello del campeggio stampato nella collana I Romanzi Palma con il numero 176 dalla Mondadori.
- 1942,	La tipografia dei due orsi, stampato nella collana I Romanzi Palma con il numero 178 dalla Mondadori.
- 1943, Il segreto, stampato nella collana I Romanzi Palma con il numero 181 dalla Mondadori.
- 1943, La corona di carta, stampato nella collana I Romanzi Palma con il numero 185 dalla Mondadori.
- 1944, Tutte Novelle, stampato dalla Casa Editrice Airone di Roma, s.d. [ma 1944]
- 1945, L'uomo dell'isola, stampato dalla G. Darsena Editore di Roma.
- 1946, Noi due disarmati, stampato dalla OET Edizioni del Secolo di Roma.
- 1946,	Non avrete la sua testa, stampato a puntate nel settimanale Giallo [1].
- 1947,	La nota della lavandaia, stampato nella collana Il Giallo Mondadori con il numero 21.
- 1961, Storie di donne e di cani, stampato dalla Cappelli Editore di Bologna.
- 1968, Teatro dell'assurdo, stampato dalle Edizioni dell'Albero di Torino.

## Sceneggiature
- La forza bruta, regia di Carlo Ludovico Bragaglia (1940)
- Cortocircuito, regia di Giacomo Gentilomo (1943)
- Atto di accusa, regia di Giacomo Gentilomo (1950)
- Il Ponte dei Sospiri, regia di Antonio Leonviola (1952)
- Ballata tragica, regia di Luigi Capuano (1954)
- L'orfana del ghetto, regia di Carlo Campogalliani (1954)
- Terrore sulla città, regia di Anton Giulio Majano (1956)

## Gialli per la radio
(trasmessi dalla RAI)

### Squadra Mobile Iª Serie
- Lo smeraldo del marajà, 2 gennaio 1950
- Ponte degli Angeli, ore due, 9 gennaio 1950
- Una biondina dal naso all'insù, 16 gennaio 1950
- La scomparsa del notaio, 23 gennaio 1950
- Un clacson ha suonato, 30 gennaio 1950
- Il venditore di oggetti inutili, 6 febbraio 1950

### Squadra Mobile IIª Serie
- L'ultimo messaggio, 15 novembre 1950
- Nessuno dei tre, 22 novembre 1950
- L'amico di Stefano, 29 novembre 1950
- La moglie del droghiere, 6 dicembre 1950
- Castore e Polluce, 13 dicembre 1950
- Porta e finestre chiuse, 20 dicembre 1950

### Il mio amico commissario Iª Serie
- L'uomo con gli occhiali neri, 25 marzo 1953
- La scomparsa dell'inferma, 1º aprile 1953
- La sirena assassinata, 8 aprile 1953
- II delitto della maestrina, 15 aprile 1953
- Sotto i nostri occhi, 22 aprile 1953
- L'anello di congiunzione, 29 aprile 1953

### Il mio amico commissario IIª Serie
- Paolo e Francesca, 19 novembre 1953
- II mìo delitto, 26 novembre 1953
- Uno strano amore, 5 dicembre 1953
- I segreti di Mastro Peppino, 10 dicembre 1953
- Qualcuno ha suonato al cancello, 17 dicembre 1953
- Una vecchia valigia di fibra, 7 gennaio 1954
- Un signore dall'aspetto distinto, 14 gennaio 1954
- Il canto del cigno, 21 gennaio 1954

### Città Notte a puntate
- L'ultimo bolero, il 4, l'11 e il 18 gennaio 1956
- Lo spettacolo continua, il 25 gennaio, il 2 e l'8 febbraio 1956
- L'uomo che viene da lontano, il 15, il 22 e il 29 febbraio 1956
- La nota che uccide, il 14, il 21e il 28 marzo 1956

### Scusi se la disturbo
- Tre gocce di cera, 21 novembre 1958
- Le africanelle, 28 novembre 1958
- Battuti su tutta la linea, 5 dicembre 1958
- La casa deserta, 12 dicembre 1958
- II fantasma di Villa Smeraldo, 19 dicembre 1958
- II grido nella notte, 26 dicembre 1958